# Louang Prabang (provins)
Louang Prabang, även stavat Luang Prabang, (lao: ຫລວງພະບາງ) är en provins i norra Laos med en yta på 16 875 km² och 431 889 invånare (2015). Huvudstad är Louang Prabang.

## Administrativ indelning
Provinsen är indelad i följande distrikt:
1. Chomphet (6-09)
2. Louangphrabang (6-01)
3. Nambak (6-05)
4. Nan (6-03)
5. Ngoi (6-06)
6. Pak Xeng (6-07)
7. Park Ou (6-04)
8. Phonxay (6-08)
9. Phoukhoune (6-11)
10. Viengkham (6-10)
11. Xieng Ngeun (6-02)